# City of Passaic
City of Passaicés una ciutat al comtat de Passaic a l'estat de Nova Jersey. Segons el cens del 2008 tenia 66.884 habitants.

## Història

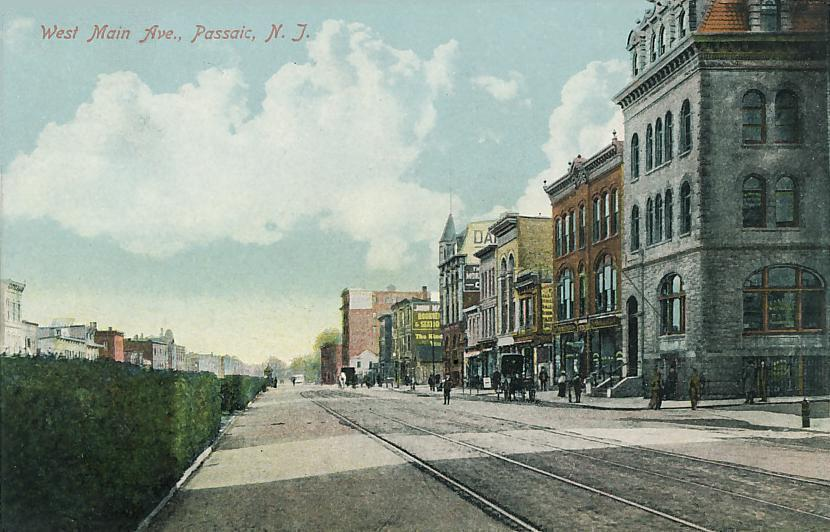
Avinguda principale el 1911

La ciutat es va originar a partir d'un assentament holandès al riu Passaic establert el 1679 que es deia Acquackanonk. El creixement industrial va començar al segle XIX, quan Passaic es va convertir en un centre tèxtil i metal·lúrgic. Es formà un post comercial al voltant d'un moll al peu de l'actual avinguda principal. Això va arribar a ser conegut com a desembarcament d'Acquackanonk, i l'assentament que va créixer al seu voltant es va conèixer com el poble d'Acquackanonk Landing o Acquackanonk Landing Settlement.  El 1854 Alfred Speer (posteriorment propietari del primer diari i del saló públic de la ciutat) i el jutge Henry Simmons van ser els principals en una batalla política sobre el nom del poble. Simmons volia mantenir el nom antic mentre que Speer volia simplificar-lo a Passaic Village. Speer estava perdent la batalla, però va convèncer el director general de correus dels Estats Units d'adoptar el nom i va penjar un cartell de Passaic al dipòsit del ferrocarril local. Es feu efectiu el canvi de nom de facto.
Passaic esdevingué un poble (town) no incorporat dins del township d'Acquackanonk (ara Clifton) el 10 de març de 1869. Es va incorporar com a poble (village) independent el 21 de març de 1871. Passaic es constituí com a ciutat el 2 d'abril de 1873. L'empresa Okonite va ser propietària d'un emplaçament industrial aquí des de 1878 fins a 1993. Va ser la seu de l'empresa i la principal planta de fabricació durant la major part de la història de l'empresa. Els primers usos dels cables aïllats de la companyia inclouen alguns dels primers cables de telègraf i el cablejat de la primera planta generadora de Thomas Edison, l'estació de Pearl Street al Lower Manhattan. Aleshores, la propietat es va convertir en una fàbrica de mobles, els propietaris de la qual han estat intentant reconstruir la propietat en un centre comercial de luxe des del 2015.
La vaga tèxtil de Passaic de 1926 liderada per l'organitzador sindical Albert Weisbord va veure que 36.000 treballadors de les fàbriques van abandonar la seva feina per oposar-se a les retallades salarials exigides per la indústria tèxtil. Els treballadors van lluitar amb èxit per mantenir els seus salaris sense canvis, però no van rebre el reconeixement del seu sindicat per part dels propietaris de les fàbriques.
Passaic ha estat anomenat "El lloc de naixement de la televisió". El 1931 l'estació de televisió experimental W2XCD va començar a transmetre des de DeForest Radio Corporation a Passaic. S'ha anomenat la primera cadena de televisió que va transmetre a la llar i va ser la primera que va emetre un llargmetratge. Allen B. DuMont, abans enginyer en cap de DeForest, va obrir el fabricant de televisió pioner DuMont Laboratories a Passaic el 1937 i va iniciar la DuMont Television Network, la primera cadena de televisió comercial del món, el 1946. El 1992 els votants del township de Passaic al comtat de Morris van votar per canviar el nom del seu township de Passaic a Long Hill, per evitar la confusió entre la ciutat de Passaic i la comunitat majoritàriament rural a 35 km (22 milles) de distància, així com l'associació amb la ciutat més urbana.
A Passaic s'hi publiquen dos diaris regionals, The Record i Herald News, tots dos propietat de la companyia Gannett i el seu predecessor North Jersey Media Group. La ciutat tenia anteriorment moltes de les seves pròpies companyies de diaris, entre elles The Passaic Item (1870–1904), el Passaic City Herald (1872–1899), el Passaic Daily Times (1882–1887), el Passaic City Record (1890–1907), el Passaic Daily News (1890–1907), el Passaic Daily News (19291). (1899–1929) i el Passaic Herald News (1932–1987). El Passaic Herald News va passar per diverses fusions amb altres diaris del comtat de Passaic per convertir-se en l'actual Herald News.

## Demografia
Segons el cens del 2000, Passaic tenia 67.861 habitants, 19.458 habitatges, i 14.457 famílies. La densitat de població era de 8.424,8 habitants per km².
Dels 19.458 habitatges en un 42% hi vivien nens de menys de 18 anys, en un 43,7% hi vivien parelles casades, en un 21,7% dones solteres, i en un 25,7% no eren unitats familiars. En el 20,3% dels habitatges hi vivien persones soles el 8,4% de les quals corresponia a persones de 65 anys o més que vivien soles. El nombre mitjà de persones vivint en cada habitatge era de 3,46 i el nombre mitjà de persones que vivien en cada família era de 3,93.
Per edats la població es repartia de la següent manera: un 30,8% tenia menys de 18 anys, un 12,5% entre 18 i 24, un 31,6% entre 25 i 44, un 16,9% de 45 a 60 i un 8,1% 65 anys o més.
L'edat mediana era de 29 anys. Per cada 100 dones de 18 o més anys hi havia 97,4 homes.
La renda mediana per habitatge era de 33.594 $ i la renda mediana per família de 34.935 $. Els homes tenien una renda mediana de 24.568 $ mentre que les dones 21.352 $. La renda per capita de la població era de 12.874 $. Aproximadament el 18,4% de les famílies i el 21,2% de la població estaven per davall del llindar de pobresa.

## Poblacions properes
El següent diagrama mostra les poblacions més properes.